# Weißblech

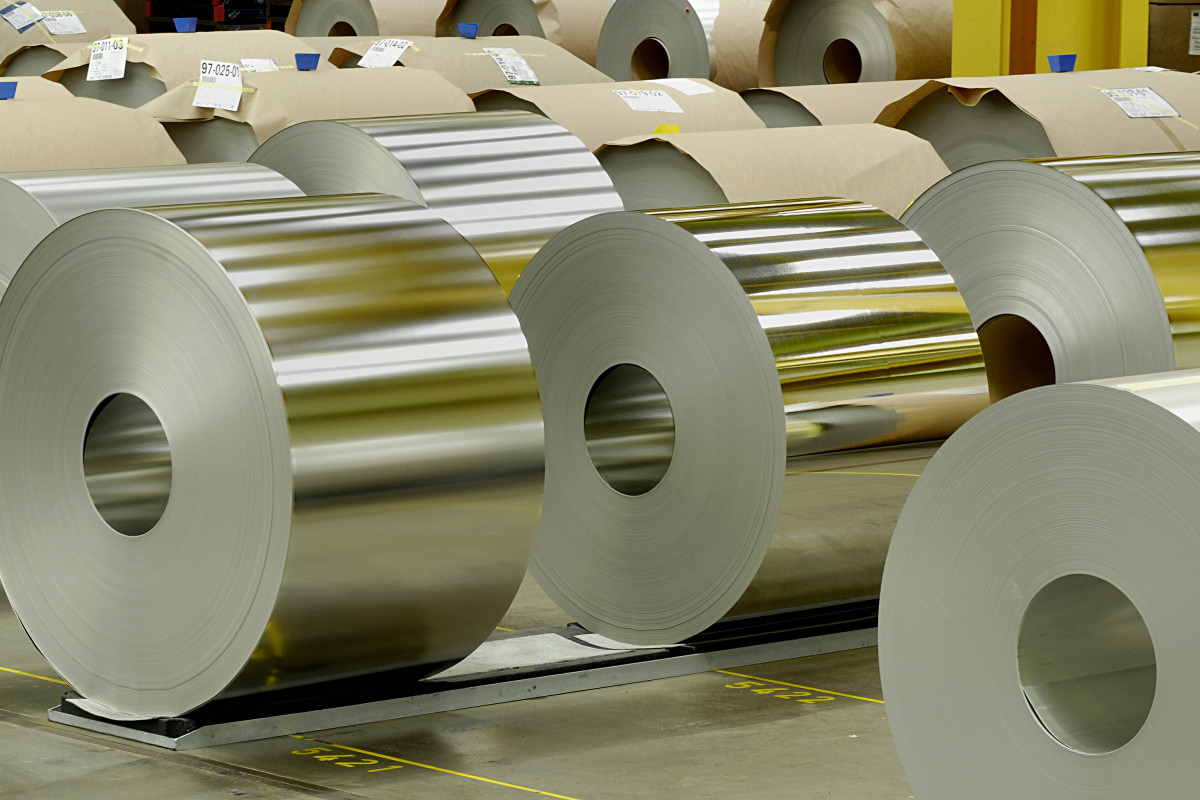
Weißblechrollen (Coils) mit Oberflächen von matt bis hochglänzend

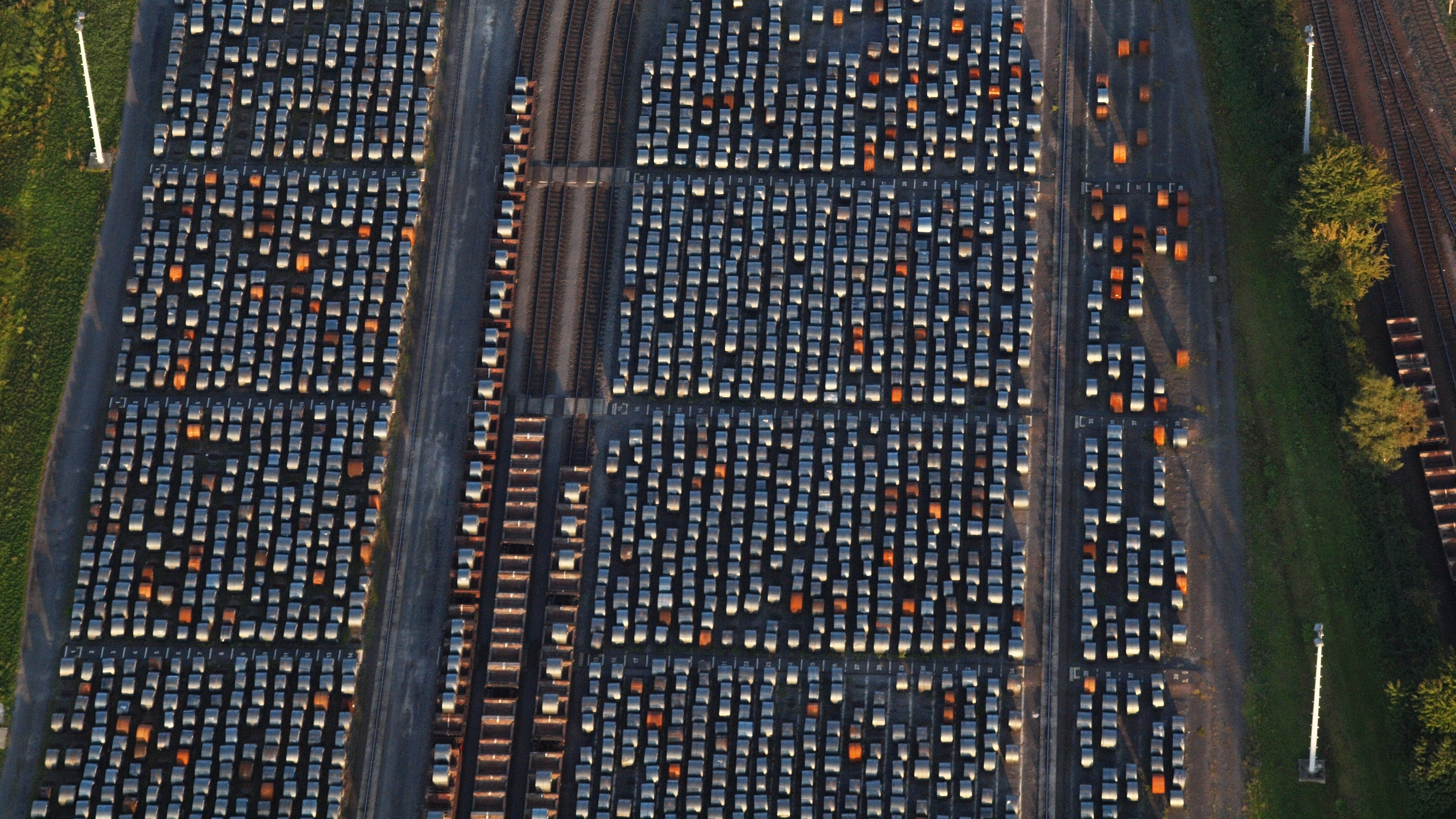
Andernach, ThyssenKrupp Rasselstein GmbH, Warmbandlager, Ausgangsmaterial für die Weißblechproduktion

Weißblech ist ein dünnes kaltgewalztes Stahlblech, dessen Oberfläche meist mit Zinn beschichtet ist. Derzeit sind Blechdicken von 0,10 bis 0,49 mm üblich.
Weißblech wird als sogenannter Verpackungsstahl hauptsächlich zur Herstellung von Verpackungen wie Lebensmitteldosen, Drehverschlüssen, Kronkorken, Spray- oder Lackdosen eingesetzt.
Durch seine magnetischen Eigenschaften kann Weißblech leicht aus dem Verpackungsabfall aussortiert und wiederverwertet werden.  Die Recyclingquote von Weißblech liegt in Deutschland laut der Gesellschaft für Verpackungsmarktforschung seit Jahren bei um die 90 Prozent.

## Geschichte
Die technischen Verfahren haben sich im Verlauf der Jahrhunderte weiterentwickelt. Das Herstellungsverfahren änderte sich vom Warmwalz- zum Kaltwalzverfahren und das Verzinnungsverfahren von der Feuerverzinnung zur elektrolytischen Verzinnung.
Im 17./18. Jahrhundert wurde das Blech noch von sogenannten Blechmachern in kleineren Platten hergestellt, in Roggenkleie gebeizt und durch das Eintauchen in flüssiges Zinn verzinnt.
Im 18./19. Jahrhundert wurde Weißblech industriell in größeren Mengen zunächst nur in England hergestellt, da der technische Fortschritt im Mutterland der industriellen Revolution enorm groß war. Hier wurde bereits 1745 der Fettkessel eingeführt und ab 1806 bereits mit verdünnter Salzsäure gebeizt.
Seit dem 19. Jahrhundert ist die Geschichte der Weißblechherstellung eng mit der Geschichte der Konservendose verknüpft.
Mit den Entwicklungen von Nicolas Appert, der sich 1810 die Konservierung von Nahrungsmitteln durch Hitzesterilisation patentieren ließ, und dem Verfahren der Engländer Peter Durant und Augustus de Heine zum Lagern von Nahrungsmitteln in leichten Dosen stieg die Nachfrage nach Weißblech enorm.
Seit 1816 gab es das Kaltwalzverfahren und seit 1829 das Verfahren, Weißblech durch Glühen in Glühöfen zu formen. Die Dicke des Bleches wurde seit dem 18. Jahrhundert bis heute stetig reduziert. Die erste elektrolytische Bandverzinnungsanlage wurde 1934 in Betrieb genommen, im Werk des heutigen ThyssenKrupp Rasselstein. Damit wurde auch eine wesentlich dünnere Beschichtung möglich.

## Weißblech in Deutschland
Die Verarbeitung von Stahl zu Weißblech war im 19. Jahrhundert besonders in den rheinischen Gebieten ein bedeutender Wirtschaftsfaktor, im 20. Jahrhundert noch im heutigen Rheinland-Pfalz.

### 18. Jahrhundert
Im frühen 18. Jahrhundert, den Anfängen der industriellen Revolution, war die Stahlproduktion noch nicht in dem Ausmaß auf das Ruhrgebiet zentriert, wie es später der Fall sein sollte. So gab es in den am Rhein gelegenen Gebieten, vor allem dem Bereich des Neuwieder Beckens östlich von Koblenz, einige Stahlverarbeitungsbetriebe wie etwa die Eisenhütte Bendorf Sayn (Bendorfer Hütten, Sayner Hütte) oder den Rasselstein, der 1784 vom Unternehmer Carl Wilhelm Remy dem Fürst Alexander Graf zu Wied abgekauft wurde. 1769 wurden die ersten deutschen Stahlbleche in Rasselstein gewalzt.

### 19. Jahrhundert
1824 gelang es der Familie Remy, in ihrem Werk Rasselstein das erste Puddelstahlwerk in Betrieb zunehmen. Den technischen Entwicklungen der Produktionsstätte ist es auch zu verdanken, dass 1835 die erste deutsche Eisenbahnstrecke Nürnberg–Fürth befahren werden konnte. Die Schienen hierfür kamen ebenfalls aus Rasselstein. Mitte des 19. Jahrhunderts begann der Engländer John Player mit der Errichtung des Hüttenwerkes Albion und der Produktion von Weißblech. Nach seiner Geschäftsaufgabe 1856 stieg die Familie Remy mit dem Rasselsteiner Werk in die Weißblechproduktion ein.
Neben dem Werk Rasselstein stellten noch weitere Betriebe in Deutschland wie etwa die Dillinger Hütte Weißblech her. In den 1860er Jahren kam es in Deutschland zur Gründung eines „Weißblech-Verkaufs-Comptoirs“, in dem durch Zusammenschluss zu einem Kartell der innerdeutsche Wettbewerb vermieden und eine bessere Stellung gegenüber Großbritannien erreicht werden sollte.

### 20. Jahrhundert
Mit dem Steinkohleabbau im Ruhrgebiet kam es auch in den anderen am Rhein gelegenen Gebieten um die Region Koblenz zu einem Strukturwandel, bei dem sich der größte Teil der Stahlproduktion in das heutige Bundesland Nordrhein-Westfalen verschob. Im 20. Jahrhundert wurde Weißblech noch an verschiedenen Standorten in Deutschland hergestellt, etwa in Wissen und Andernach im heutigen Rheinland-Pfalz, wo es 1934 durch die Entwicklung eines elektrolytischen Verzinnungsverfahrens von Weißblech zu einer Revolution im Herstellungsverfahren kam.
Nach dem Zweiten Weltkrieg sind die einzigen Weißblechhersteller in Deutschland nur noch in Rheinland-Pfalz und im Saarland (Dillinger Hütte) ansässig.

### 21. Jahrhundert
2012 firmierte die Rasselstein GmbH in ThyssenKrupp Rasselstein GmbH um und ist heute der einzige deutsche Hersteller von Verpackungsstahl. Das Unternehmen verfügt in Andernach über den weltweit größten Produktionsstandort für Verpackungsstahl und ist einer der größten Arbeitgeber der Region.

## Technische Aspekte

### Herstellung
Um Weißblech herzustellen, wird Stahl benötigt. Dieser kann auf zwei Arten hergestellt werden: Im Oxygenstahlwerk aus Roheisen aus dem Hochofen und Stahlschrott oder in einem Elektrolichtbogenofen aus recyceltem Stahl. Nach verschiedenen Verarbeitungsschritten im Stahlwerk wird der Stahl im Kaltwalzwerk auf bis zu 0,10 Millimeter heruntergewalzt. Durch eine hauchdünne Beschichtung mit Zinn (siehe hierzu: Verzinnen) oder Chrom wird das Material schließlich zu Weißblech – und damit zu dem Material, aus dem folgende Dosen bestehen: Lebensmitteldosen, Getränkedosen, Aerosoldosen oder auch Lackdosen. Aber auch Kronenkorken oder Drehverschlüsse sind aus Weißblech.

### Korrosionsschutz
Um den Verpackungsstahl vor Korrosion zu schützen, wird die Oberfläche mit einer dünnen Schicht Zinn beschichtet. Übliche Zinnauflagen liegen heute zwischen 1,0 g/m² und 11,2 g/m². Je nach Anwendungszweck kann der Verpackungsstahl auch mit Chrom veredelt werden.

### Verwendung
Etwa 90 Prozent des in Deutschland produzierten Weißblechs wird zur Herstellung von Verpackungen verwendet. Daher spricht man auch von Verpackungsstahl. Es wird in der Lebensmittelindustrie häufig zum Schutz und zur Verlängerung der Haltbarkeit der verpackten Produkte eingesetzt.
Weitere Beispiele für den Einsatz von Weißblech gibt es in der Automobil-, Elektronik- und Bauindustrie, im Haushalt, in Schulen, im Büro sowie im Freizeitbereich.

### Recycling

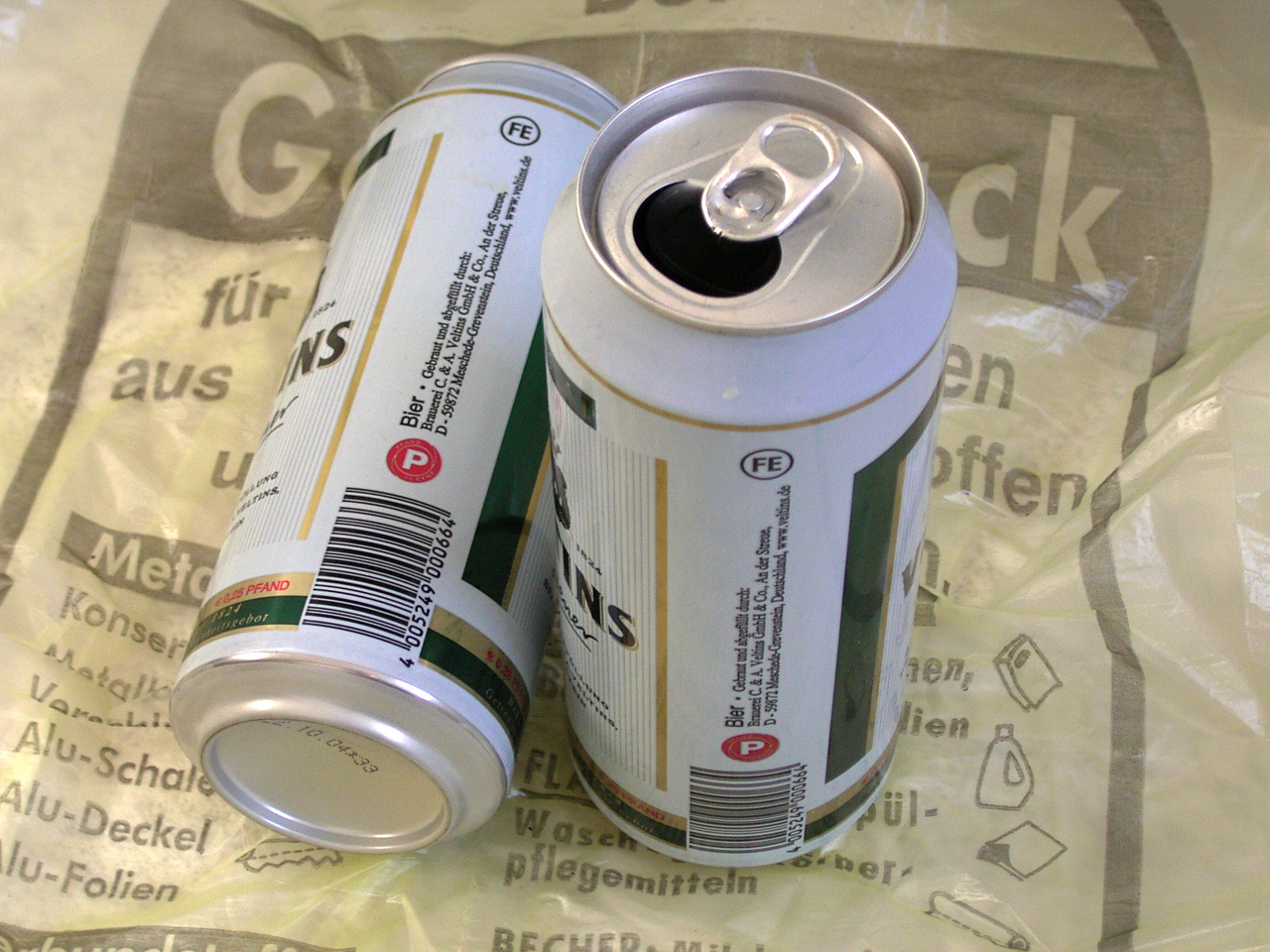
Weißblechdose mit Aluminiumdeckel

Die Recyclingquote von Weißblech aus privatem Endverbrauch lag in Deutschland im Jahr 2020 bei 91,4 Prozent.
Weißblechverpackungen wie Lebensmitteldosen, Verschlüsse, Kronenkorken, Aerosoldosen oder Lackdosen, aber auch Schmuck- und Keksdosen aus Weißblech werden über den gelben Sack oder die gelbe Tonne entsorgt. Eine Ausnahme bilden Getränkedosen aus Weißblech. Sie unterliegen dem Pfand auf Einweggetränkebehälter und werden darüber entsorgt und wiederverwertet.
Damit das Weißblech recycelt und damit wiederverwertet werden kann, kommt es nach der Entsorgung in Sortieranlagen. Hier wird es von anderen Verpackungsmaterialien getrennt. Das geschieht über große Magnete, die das magnetische Material einfach und schnell aussortieren. Im nächsten Schritt gelangen gebrauchte Weißblechverpackungen in die Aufbereitungsanlage. Dort werden sie maschinell zerkleinert und von Störstoffen befreit. In Pakete gepresst, geht es dann ins Stahlwerk, wo sie mit weiterem Stahlschrott und Roheisen aus dem Hochofen zu Rohstahl und damit zu neuen hochwertigen Stahlprodukten verarbeitet werden können.
1991 wurde die „Verordnung über die Vermeidung und Verwertung von Verpackungsabfällen“ (kurz: Verpackungsverordnung) verabschiedet. Sie wurde nötig, da die bis dato genutzten Deponien an ihre Grenzen kamen und der Verpackungsmüll stetig zunahm. Zudem sah man schon damals eine enorme Belastung auf die Umwelt zukommen. Wertvolle Ressourcen sollten außerdem nicht einfach verschwendet, sondern wiederaufbereitet und genutzt werden. 1990 wurde deshalb mit dem Grünen Punkt das erste von heute mehreren dualen Systemen eingeführt.
Seit 1991 konnten über die dualen Systeme 8,4 Millionen Tonnen Weißblechschrott dem Recycling zugeführt werden. Weil der Weißblechschrott zur Herstellung neuer Stahlprodukte verwendet wird, wurden somit Rohstoffe von insgesamt 20,7 Millionen Tonnen eingespart. Das sind 12,6 Millionen Tonnen Eisenerz, 5,6 Millionen Tonnen Kohle und 2,5 Millionen Tonnen Kalkstein.

## Markt
Der Weißblechmarkt ist volatil und geprägt durch Schwankungen bei Rohstoffpreisen und Energiekosten.
In Deutschland gibt es nur einen Hersteller von Weißblech: die ThyssenKrupp Rasselstein GmbH. Ihr Werk in Andernach wurde 2004/2005 durch Kapazitätserweiterung zum weltweit größten Produktionsstandort für Verpackungsstahl.